# Liste der Mitglieder der National Academy of Sciences/1929
Im Jahr 1929 wählte die National Academy of Sciences der Vereinigten Staaten 19 Personen zu ihren Mitgliedern.

## Neugewählte Mitglieder
- Roger Adams (1889–1971)
- Irving Bailey (1884–1967)
- Albert Blakeslee (1874–1954)
- Frederik O. Bower (1855–1948)
- James Bryant Conant (1893–1978)
- Bergen Davis (1869–1958)
- Clinton Davisson (1881–1958)
- Richard Hertwig (1850–1937)
- Joel H. Hildebrand (1881–1983)
- William Hovgaard (1857–1950)
- Albert Hull (1880–1966)
- Frank Leverett (1859–1943)
- Paul Merrill (1887–1961)
- Arnold Sommerfeld (1868–1951)
- David H. Tennent (1873–1941)
- George Whipple (1878–1976)
- Clark Wissler (1870–1947)
- Willem de Sitter (1872–1934)
- Charles-Jean de la Vallee-Poussin (1866–1962)